# Be Strong
"Be Strong" is de vijfde single van Delta Goodrems tweede album Mistaken Identity. In de dvd van de luxeversie van Mistaken Identity maakte Goodrem bekend dat ze de track schreef voor haar medekankerpatiënt Belinda Emmett, een Australische actrice en vrouw van de bekende Australische talkshowpresentator Rove. Zij overleed eind 2006.
Be Strong was uitgebracht met twee B-sides namelijk "Be Strong" en "Last Night On Earth", live van haar concert in de Sydney Superdome van haar Visualise Tour in 2005. De single werd uitgebracht als een digitale single op 16 oktober, 2005. Op een zeker moment behaalden alle drie de tracks de top 3 van de downloadchart.
De video voor "Be Strong" was ook een hit op televisie en internet. Het werd nummer één op de Yahoo! Music Video chart. De video bestaat uit beelden van haar allereerste tour, de Visualise Tour.

## Tracklisting
Australian Digitale Download
1. "Be Strong"
2. "Be Strong" (live bij de Visualise Tour 2005)
3. "Last Night on Earth" (live bij de Visualise Tour 2005)

| Chart                                 | Positie |
| ------------------------------------- | ------- |
| Australische Yahoo! Music Video Chart | 1       |